# Huang Hua (badminton)
Dans ce nom chinois, le nom de famille, Huang, précède le nom personnel.
Cet article concerne une joueuse chinoise de badminton. Pour l'homme politique chinois, voir Huang Hua.
Huang Hua, née le 16 novembre 1969 à Hechi, est une joueuse chinoise de badminton.
Elle remporte aux Jeux olympiques d'été de 1992 la médaille de bronze en simple dames. Elle est médaillée d'argent en simple dames aux Championnats du monde de badminton 1989.